# Pomnik Grunwaldzki w Siedliskach-Boguszy
Pomnik Grunwaldzki w Siedliskach-Boguszy – pomnik stojący na skrzyżowaniu drogi z Siedlisk do Głobikówki. Zbudowano go w 1910 roku dzięki staraniom ks. S. Palki i dr W. Lewickiego. Było to miejsce licznych manifestacji patriotycznych organizowanych z okazji świąt narodowych. Odbywały się wtedy pochody z kościoła pod pomnik. W czasie wojny pomnik ocalał dzięki temu, że zasłonięto tablicę z napisem fundacyjnym. Obecnie można go łatwo odczytać: 
"POGROMCOM KRZYŻAKÓW 

KRÓLOWI JAGIELLE 

i Ks. WITOLDOWI 

RYCERSTWU POLSKIEMU 

POD GRUNWALDEM 

LUD POLSKI W SIEDLISKACH"
Pomnik wpisany 12.01.2016 do gminnej ewidencji zabytków pod nr B-743.